# Kolding
 Denne artikel handler om selve byen Kolding. Ordet Kolding bruges ofte også som en kort betegnelse for Kolding Kommune.
Kolding er en fjordby i Sydjylland og er med sine 62.444 indbyggere  (2024) Danmarks 8. største by. Kolding er hovedby i Kolding Kommune og ligger i Region Syddanmark.
Byen er sandsynligvis opstået i sidste halvdel af 1100-tallet. I middelalderen blev byen ramt af flere krige og pest, hvilket bevirkede en tilbagegang i indbyggertal og handel, men siden slutningen af 1800-tallet har byen gennemgående haft fremgang og er i dag en driftig handels- og erhvervsby i Trekantområdet.
På grund af byens centrale placering i Danmark har handel og eksport gennem tiderne været af stor betydning for byens udvikling, og Kolding Å var i mange år toldgrænsen mellem Kongeriget og Hertugdømmerne sydpå. Handlen foregik først via landevej og skib og senere også via jernbanen.
Nord for Kolding Å ligger Slotsbanken med byens vartegn, kongeslottet Koldinghus, der blev bygget som kongerigets beskyttelse af den sydlige grænse. De kongeliges ophold på slottet har været betydende for byen, da det kastede glans over byen og gav arbejde til indbyggerne. De mest betydende kongelige var nok Kong Christian 3. og hans hustru Dronning Dorothea i 1500-tallet, Kong Christian 4. i begyndelsen af 1600-tallet og Kong Frederik 4. i begyndelsen af 1700-tallet.
Selve landskabet er opstået og formet i slutningen af den sidste istid, også kaldet Weichsel-istiden. I denne periode var området fuldstændig dækket af is flere gange, og isen, gletsjere og smeltevand har skabt Koldings landskabsmæssige kendetegn med tunneldale, fjord og søer, samt Kolding Å, der snor sig gennem Kolding og oplandet.
Centrum og byens ældste del ligger i bunden af en øst-vestlig dal, og byen breder sig op ad dalens sider og videre ud i landskabet. Byens udvikling har betydet, at forstæderne, Vonsild, Tved, Bramdrupdam, Seest, Strandhuse og Harte er blevet en del af byen.

## Etymologi
Navnet Kolding ses første gang på skrift i Kong Valdemars Jordebog fra 1231 og her benyttes navnet Kaldyng. Et segl på et brev fra bystyret i slutningen af 1200-tallet har indskriften "SIGILLUM SANCTI KANVTI DE KALDING" og på et andet segl fra 1421 skrives "S’CIWITATIS IN KAALDYNG", men i begyndelsen af 1300-tallet vinder stavemåden Kolding/Colding dog frem, og Kolding bliver senere den mest brugte form.
Der har været fremført forskellige forklaringer på ordets betydning, og stednavneforskerne mener i dag, at Kolding betyder “den kolde å”. Navnet Kolding er afledt af adjektivet kald, kold, tilføjet endelsen ung med betydningen ‘den kolde å’ eller 'det kolde vand', som menes at hentyde til åen eller fjorden.
Indbyggere i Kolding betegnes som koldingensere uanset fødested. Undertiden anvendes betegnelsen 'koldinger', hvormed der menes de indbyggere, som bor i Kolding og tillige er født og opvokset i byen.

## Historie

### Middelalderen
Kolding har været kongelig residensby siden middelalderen, og Jyllands eneste tilbageværende kongeborg, Koldinghus, er stadig et vartegn i byen. Byen nævnes første gang i Kong Valdemars Jordebog som Kaldyng, hvor byen er anført under Almindherred (senere Brusk Herred), og hvor byen er ansat til 80 mark guld, mens landet om den er ansat til 13 mark; 1236 kaldes den i et gavebrev Kaldingh (endnu i begyndelsen af det 15. århundrede kaldes den Kalding; 1447 forekommer formen Collinghe, senere Kolynghæ); men den har vistnok bestået en del tidligere som fiskeleje.
Dens ældste privilegier som købstad kendes ikke; 1321 omtales de første gang, da de stadfæstedes af Christoffer II; senere er de ofte blevne bekræftede, således i 1327, 1422, 1452, 1483, 1525, 1540, 26/6 1560 osv. Den har i middelalderen været en ret anselig by, der blomstrede ved handel og skibsfart., og dens beliggenhed som grænsestad, slottet Koldinghus og den store hofholdning, der hørte hertil (mange adelsmænd havde gårde i Kolding, langt op i den nyere tid) har vel nok givet den forøget betydning og gjort den til skueplads for vigtige historiske begivenheder, men også ofte påført den ulykker.
Da der efter Erik Plovpennings tronbestigelse udbrød strid mellem ham og broderen Abel, blev der i 1242, ved nogle tyske fyrsters mægling, sluttet forlig mellem dem på "Eldenæs" ved Kolding, hvor Abel skal have haft et slot, men allerede året efter "førte Kongen en Hær til Kolding mod sin Broder". Den 22. oktober 1245 bortskødede Abel og Christoffer Kolding til broderen Erik den ham tilkommende del af deres fælles besiddelser på Als. Da krigen udbrød igen, skal kongen 1247 have afbrændt Kolding, som kong Abel havde i pant, hvilket dog er meget tvivlsomt. Året efter begyndte Abel at opføre Koldinghus. Det var i Kolding, at Christoffer I den 24. juni 1254 forlenede sin brodersøn Valdemar Abels søn med Sønderjylland. Erik Klipping indløste 1268 Koldinghus fra hertug Erik og genopbyggede og befæstede slottet "som en Port og Nøgle for Riget", lige som han skal have udvidet byen og tilbygget den sydlige del. Efter der var udbrudt et bondeoprør i Jylland, og bønderne ved Kolding 1313 havde slået Erik Menveds drost Niels Olufsen Bild, drog kongen selv til Jylland for at tugte oprørerne og pålagde almuen som straf den såkaldte guldkornsskat (ɔ: 1 skp. rug af hver mark gulds jord) samt tvang dem til at opføre faste borge, deriblandt også at "befæste Kolding". Året efter, 21. juli, sluttedes der i Kolding et forbund mellem kongen og ditmarskerne. Efter Christoffer IIs fordrivelse 1326 var Kolding blandt de forleninger, som kong Valdemar tildelte marsken Ludvig Albertsen (Eberstein). Valdemar Atterdag og grev Gerts sønner Henrik og Nicolaus sluttede forlig i Kolding 7. juli 1365, og 24. marts 1411 sluttedes her ligeledes våbenstilstand mellem Erik af Pommern og hertuginde Elisabeth af Slesvig. Jutte Lembæk overlod 1427 Koldings indbyggere byen Brendkjær syd for Kolding Å, og dens jorder lagdes til Kolding bymark. På en herredag i Kolding den 30. april 1440 forlenede Christoffer af Bayern hertug Adolf med Slesvig som arveligt len.
Byen havde i middelalderen et kloster. Det var et Gråbrødrekloster stiftet i 1288 med samtykke af enkedronning Agnes som formynderske for Erik Menved og indrettet af en gård og et kapel, kaldet Dueholm, tilhørende en ridder Henrik Dulmer, der selv indtrådte som munk i klosteret. Om dets historie vides i øvrigt ikke meget; 1413 betænktes det i et testamente; 1474 holdt ordenen kapitel her; 1517 indførtes den strengere regel, observansen. I 1529 blev, i væsentlig grad efter tilskyndelse af borgerne og en adelsmand Hartvig Andersen, klosteret ophævet og munkene fordrevet. Bygningerne synes derefter stykvis at være afhændede (en fik 1530 gråbrødrenes vaskehus, to andre 1532 hver et hus af klosteret) og efterhånden nedbrudte. I 1551 traf kongen foranstaltninger til, at de, som ville bygge og bo i Kolding, måtte få overladt den plads, hvorpå klosteret havde stået; da var det altså forsvundet. Det har ligget ved hjørnet af Klostergade og Klosterstræde. Ved udgravning af en ejendom i Klostergade i år 1900 blev der fundet rester af skeletter og flere af egeplanker dannede kister med skeletter fra middelalderen, muligvis hidrørende fra klosterets kirkegård.
Af milde stiftelser havde byen i middelalderen også kun en, et Sankt Jørgens Hospital for spedalske. Det nævnes første gang i 1525, men hidrører sikkert fra den tidligere middelalder; i 1543 blev det ophævet og jordegodset henlagt til det nyoprettede hospital i Ribe. Sankt Jørgensgård lå imidlertid så belejligt til Koldinghus, at kongen allerede to år efter tog gaven tilbage og 1552 overlod Ribe hospital et andet gods som vederlag for de 16 gårde og nogle jordstykker i Koldingegnen, som havde tilhørt Sankt Jørgensgården. Hvornår denne (med tilhørende kapel) er nedbrudt, vides ikke; den har ligget mod vest uden for byen. Navnet overførtes på det 1558 oprettede hospital.
Der har i middelalderen været et Sankt Knuds Gilde (et signet er fra ca. 1290; der haves et brudstykke af dets skrå, fra 1393), som indtil 1484 havde sit gildehus i Laasbygade (Lusbygade), og vistnok også et kalentegilde.
Christian II havde et møde her 1522 med sin farbroder hertug Frederik. Under Grevens Fejde mødtes her i december 1534 Christian III og grev Christoffer af Oldenburg for at komme til forlig, hvilket dog ikke lykkedes.

### Renæssancen
I 1558 stiftede Christian 3. Sct. Jørgens Hospital og Latinskolen. Hans hustru, Dronning Dorothea byggede det første skolehus i 1566 og Slotsmøllen.
På en herredag i Kolding 1547 fik lübeckerne deres privilegier stadfæstede. En særlig betydning for byens handelsliv i de første århundreder af den nyere tid har utvivlsomt øksnetolden ("Kronens Told", "Store Tolden") haft, en told, der hvilede på udførslen af øksne til Hertugdømmerne. Studehandelen var i det 16. og det 17. århundrede landets fordelagtigste handel, og de fleste øksne fra Nørrejylland blev udførte over Ribe og Kolding. Efter toldrullen 1672 udrededes 1½ specie for stykket af øksne; 1691 forhøjedes den til 2, og 1718 og 1719 var den endog ansat til 3 specie pr. Stk. Hvor betydelig øksnetolden var, ses bedst ved sammenligning med andre toldafgifter; i 1621 udrededes der af told på rostockerøl 100 daler, på heste 523 daler og på øksne 13.820 daler; i 1634 var tallene på de samme varer henholdsvis 103½, 1.319 og 13.775 daler.
Som så mange andre byer led Kolding meget under krigene i 17. århundrede. I 1627 blev den plyndret og brændt af de danske lejetopper, da de flygtede for den indtrængende tyske kejserlige hær, som kort efter besatte den og tog hovedkvarter her; 1644 blev den atter hjemsøgt både af venner og fjender, der ødelagde mange bygninger, deriblandt kirken og skolen; men mest led den under krigen 1657-60, da den først var i de svenskes hænder og derpå indtoges af de allierede, polakkerne og brandenburgerne, som stormede Koldinghus og hærgede det og byen langt mere end fjenden. En heftig pest 1659 gjorde tilstanden endnu værre (pest havde også hjemsøgt Kolding i 1640 og 1654).
I Koldings Bys Bog fra 1646 er der optalt 280 huse med anslået 2.800 indbyggere, hvilket var en stor provinsby.

### Under enevælden
I 1672 havde byen 1.094, i 1769 1.396 indbyggere. I Danske Atlas fra 1769 siges, at byens handel var meget ringe, til dels på grund af naboskabet med Hertugdømmet; der drives mest handel på København og Norge, især med korn og fedevarer; i en økonomisk beskrivelse af Koldinghus Amt fra 1786 af amtmanden. Af Hans de Hofman (der også har skrevet om Kolding i Danske Atlas) skildres tilstanden endnu mere sørgelig: byen aftager meget i næring, havnen vil snart blive tilgroet, og de handlende har ikke råd til at anskaffe den fornødne mudderpram; ørredfiskeriet aftager også, og vil vistnok ganske ophøre, når åen tilgror; mange formuende familier er døde og deres midler ved arv komne fra byen, mens de fleste af de ny tilkomne ingen formue havde.
Byen blev ved at stå i stampe til langt op i det 19. århundrede. Som begivenheder, der bidrog til at sætte den tilbage, må nævnes slottets brand 1808, garnisonens forflyttelse 1842 (2 eskadroner af det Holstenske Lansenerregiment havde ligget der) og stutteridepotets ophør 1862; men særlig må nævnes den elendige indsejling til byen: "1832 aftog Fjorden i Dybde fra 8 Favne under Skibsodde til 3 Favne, og helt inde ved Byen var den ganske grundet". Først da byen havde fået en havn i 1843, kom der fremgang, og de stadig forbedrede havneforhold sammen med de betydelige jernbaneanlæg have megen andel i dens store udvikling i 2. halvdel af 19. århundrede ved forøgelsen af dens opland; også indlemmelsen af de 8 slesvigske sogne i Nørre Tyrstrup Herred fik betydning i denne henseende, idet disse egne, som før søgte til Haderslev, nu blev henvist til Kolding.
Med sin beliggenhed var Kolding særlig udsat i de to slesvigske krige. Fra 28. marts til 1. april 1848 var det danske hovedkvarter her; 2. maj blev den uden modstand besat af fjenden, som blev her til 28. maj. Da insurgenterne, oprørerne, den 20. april 1849 rykkede frem mod Kolding, fandt de den derimod forskanset, og der udviklede sig en kamp syd for byen, som dog endte med, at den lille danske styrke trak sig tilbage, efter at fjenden havde bragt artilleri i stilling, og byen blev besat. Tre dage efter søgte den danske hovedhær under Bülow, omtrent 20.000 mand, at angribe insurgenterne her, mens Olaf Rye skulle gå over Kolding å mod vest og falde dem i flanken, men den sidste bevægelse mislykkedes, og uagtet at det var lykkedes Bülow at indtage byen efter en heftig kamp foran den og i selve gaderne, måtte de danske dog atter rømme den, da fjenden beskød byen stærkt fra bankerne syd for byen og gjorde den større skade end den, der var forvoldt ved kampen i selve gaderne. De danskes tab var omtrent 650 døde og sårede, fjendens omtrent 400. Byen var nu i insurgenternes vold, indtil de efter Slaget ved Fredericia og den kort efter følgende våbenstilstand måtte rømme Nørrejylland. Også i 1864 var byen besat af fjenden.

### Den tidlige industrialisering
Koldings befolkning var stigende i slutningen af 1800-tallet og i begyndelsen af 1900-tallet: 2.865 i 1850, 3.476 i 1855, 3.978 i 1860, 5.400 i 1870, 7.141 i 1880, 9.658 i 1890, 12.516 i 1901, 13.451 i 1906 og 14.219 i 1911.
Området nord for Koldinghus med Låsbygade i centrum var indtil 1870 handelsknudepunkt pga. byens status som toldstation. Det flyttede sidenhen til havneområdet, da banegården for landstrafik blev anlagt der. Den store eksport trak en lang række andre virksomheder og arbejdere til, og indbyggertallet voksede hurtigt, og området syd for åen blev for alvor bebygget. Selve havnen blev en af de største i landet pga. eksport af især levende kreaturer.
Borgerne fik vandværk i 1886, og i 1898 byggedes elektricitetsværket, der skulle forsyne byens nu 10.000 indbyggere. Samme år fik byen sin første private jernbane til oplandet og flere jernbaner fulgte. Udviklingen skete også med hensyn til kvindernes rettigheder, hvilket betød, at i 1909 blev den første kvinde valgt som medlem af byrådet, og 4 år senere valgtes 4 kvinder til byrådet ud af 19 mulige medlemsposter. Også etablering af Kvindernes Hus i 1922, som er det første hus i Danmark, hvor kvinder opførte deres eget hus, var tegn på denne udvikling.
Af fabrikker og industrielle anlæg havde byen omkring år 1900: Const. Hansen & Schrøders Maskinfabrik (anlagt 1888, 1896 overgået til et aktieselskab, aktiekapital 75.000 kr.; ca. 65 arbejdere), Leneth & Søns Maskinfabrik (anlagt 1853), A. L. Johansen & Søns Savskæreri og Møbelfabrik (anlagt 1855), flere tobaksfabrikker, deriblandt S.W. Bruuns Tobaksfabrikker (anlagt 1873, 1897 overgået til et aktieselskab, aktiekapital 200.000 kr.), Brødrene Volkerts Dampvæveri og Klædefabrik, Slotsmøllens Fabrikker (øst for byen ved Fredericiavejen, ølbryggeri og maltgøreri, et 1872 oprettet aktieselskab, aktiekapital 300.000 kr.), Fællesforeningen for Danmarks Forbrugsforeninger (et 1896 oprettet aktieselskab, aktiekapital 150.000 kr.), Kaalunds Sæbefabrik, Kolding Damp-, Tegl- og Kalkværker (drev tillige høvle- og savværksvirksomhed), Kolding Aktieteglværk (oprettet 1900, aktiekapital 150.000 kr.), Sydjydsk Korn- og Foderstofkompagni (oprettet 1900), en 1899 oprettet saftstation syd for byen tilhørende "De danske Sukkerfabrikker" til forsyning af fabrikken i Assens, desuden 1 andelssvineslagteri med eksportslagteri, 1 andelsmejeri, 1 mineralvandsfabrik, flere farverier og garverier, samt det i 1896 oprettede aktieselskab "Forenede sydjyske Telefonselskaber" (aktiekapital 300.000 kr.), og det i 1894 oprettede aktieselskab "Kolding Fjords Dampskibsselskab" (aktiekapital 137.000 kr.), Det danske Petroleumsselskab byggede flere cisterner til direkte import. Byen havde 5 bogtrykkerier.
I Kolding afholdtes følgende markeder: hver tirsdag med kreaturer, navnlig til eksport, 1 i januar, 3 i februar og 3 i marts med heste, 1 i april, 1 i maj, 1 i juli, 1 i september og 1 i oktober med heste og kreaturer. Torvedag var hver tirsdag og fredag.
I Kolding blev udgivet 4 aviser: "Kolding Avis", "Kolding Folkeblad", "Sydjylland" og "Kolding Socialdemokrat".
Befolkningens fordeling efter næringsveje i 1890: 747 levede af immateriel virksomhed, 3859 af håndværk og industri, 2439 af handel og omsætning, 219 af jordbrug, 2 af gartneri, 78 af søfart, 60 af fiskeri, 1.720 af forskellig daglejervirksomhed, 413 af deres midler, og 121 nød almisse. Ifølge en opgørelse i 1906 var indbyggertallet 13.451, heraf ernærede 675 sig ved immateriel virksomhed, 340 ved landbrug, skovbrug og mejeridrift, 58 ved fiskeri, 7.247 ved håndværk og industri, 2.791 ved handel med mere, 1.062 ved samfærdsel, 702 var aftægtsfolk, 354 levede af offentlig understøttelse og 222 af anden eller uangiven virksomhed.

### Mellemkrigstiden
Gennem mellemkrigstiden var Koldings indbyggertal voksende: i 1916 15.037, i 1921 17.165, i 1925 16.745, i 1930 21.959, i 1935 23.520, i 1940 25.335 indbyggere. Men samtidig skete der en vækst i forstæderne Munkensdam, Seest og Sønder Vang i Hover Kommune og Sønder Vang og Bramdrup villakvarter i Vonsild Kommune. Den 1. april 1930 blev byens forstæder indlemmede i købstaden.
| År                            | 1916   | 1921   | 1925   | 1930   | 1935   | 1940   |
| ----------------------------- | ------ | ------ | ------ | ------ | ------ | ------ |
| Kolding købstad               | 15.037 | 17.165 | 16.745 | 21.959 | 23.520 | 25.335 |
| Kolding købstads landdistrikt | 1.359  | 1.393  | 1.588  | -      | -      | -      |
| Munkensdam                    | 784    | 622    | 476    | -      | -      | -      |
| Seest                         | -      | -      | 696    | -      | -      | -      |
| Sønder Vang                   | 93     | 93     | 314    | -      | -      | -      |
| Sønder Vang (Vonsild)         | 910    | 937    | 1.240  | -      | -      | -      |
| Bramdrup villakvarter         | -      | 361    | 411    | -      | -      | -      |
| Kolding med forstæder         | 18.183 | 20.571 | 21.470 | 21.959 | 23.520 | 25.335 |

Ved folketællingen i 1930 havde Kolding 21.959 indbyggere, heraf ernærede 1.445 sig ved immateriel virksomhed, 9.204 ved håndværk og industri, 4.261 ved handel mm, 2.101 ved samfærdsel, 545 ved landbrug, skovbrug og fiskeri, 1.800 ved husgerning, 2.237 var ude af erhverv og 366 havde ikke oplyst indkomstkilde.

### 2. verdenskrig
I forbindelse med besættelsen af Danmark under 2. verdenskrig var der stationeret et meget stort antal tyske soldater i Kolding. Fra 1943 havde det tyske sikkerhedspoliti Gestapo sit hovedkvarter for det syd- og sønderjyske område på Staldgården ved Koldinghus. Modstandsbevægelsen i Kolding begyndte i efteråret 1942, men blev flere gange trævlet op af Gestapo og havde svære betingelser i byen. Ved retsopgøret efter krigen blev tre danskere, der arbejdede for Gestapo i Kolding idømt dødsstraf og henrettet. Efter krigen blev der etableret en flygtningelejr for tyske flygtninge i byen, som fungerede som gennemgangslejr for alle tyske flygtninge i Danmark frem til 1949. Som den 1. verdenskrig betød 2.verdenskrig også en kortere stagnation.

### Efterkrigstiden
Efter 2. verdenskrig fortsatte Kolding sin befolkningsvækst. I 1945 boede der 27.660 indbyggere, i 1950 31.017 indbyggere, i 1955 33.169 indbyggere, i 1960 35.101 indbyggere og i 1965 32.021 indbyggere. Efterhånden voksede nye forstæder op i Seest by, Alpedalen i Vonsild Kommune, Nyby Strandhuse i Eltang-Sønder Vilstrup Kommune, Tved og Rebæk i Dalby Kommune samt Langagervej og Rudevej i Seest Kommune.
| År                             | 1945   | 1950   | 1955   | 1960   | 1965   |
| ------------------------------ | ------ | ------ | ------ | ------ | ------ |
| Kolding købstad                | 27.660 | 31.017 | 33.169 | 35.101 | 37.093 |
| Seest by                       | (387)  | (388)  | 494    | 584    | 1.006  |
| Alpedalen                      | -      | -      | -      | 213    | 346    |
| Nyby Strandhuse                | (500)  | (544)  | 548    | 705    | 1.066  |
| Tved og Rebæk (Dalby)          | -      | -      | -      | -      | 563    |
| Langagervej og Rudevej (Seest) | -      | -      | -      | -      | 102    |
| Kolding med forstæder          | 27.660 | 31.017 | 34.211 | 35.101 | 40.176 |

### Efter kommunalreformen 1970
Nogle år efter krigen blomstrede handel, eksport og håndværk igen op, og Kolding var i 1970'erne en stor eksportør af kreaturer, slagtesvin samt en række af producerende virksomheder og især forskellige metalrelaterede virksomheder . Af mere håndværksrelaterede områder kan nævnes byggeri, bryggeri og tekstiler. Få velbevarede bindingsværkshuse stammer fra byens første storhedstid, men byens voldsomme ekspansion i det 20. århundrede har betydet, at meget af den ældre bebyggelse er forsvundet og erstattet af moderne byhuse.
I 1981 blev Kolding kåret til Årets By, pga. forbedring af erhvervsvilkår og etablering af nye virksomheder.
Koldings beliggenhed i Trekantområdet har betydet vækst de seneste 20 år, og byen indgår i 1991 et samarbejde (Union of the Baltic Cities) med forskellige Østersøbyer.
3. november 2004 eksploderede N. P. Johnsens Fyrværkerifabrik i Seest ved Kolding. Fyrværkeriulykken i Seest blev en af de største materielle danske ulykker i nyere tid. Derved blev 75 huse totalt ødelagt. Kommunalreformen (2007) betød, at Kolding kommune nu udgør et areal på 605 Km² efter indlemmelse af Vamdrup, Christiansfeld og Lunderskov kommuner.

## Geografi
Kolding ligger i en tunneldal med kolde enge i den sydøstlige del af Jylland, hvor Kolding Å udmunder i bunden af Kolding Fjord. Byen er en del af Trekantområdet og ligger 26 km fra Fredericia, 29 km fra Vejle og 30 km til Haderslev. Afstanden til større byer er 98 km til Aarhus, 71 km til Esbjerg og 69 km til Odense.

### Natur
Naturen i Kolding Kommune har et varieret dyre- og planteliv. Her er større skovområder, kyster og strande, overdrev og markante ådale. I det åbne land er der naturområder som f.eks. søer, vandhuller, småsøer og moser. I byen kan nævnes Marielundsskoven, Kolding Ådal og Slotssøen. Der er registreret over 120 landlevende arter, såsom insekter, svampe, fugle, pattedyr og padder i Kolding, bl.a. havørn, tårnfalk, musvåge, brud, vaskebjørn, odder og snog.
Der er 2 beskyttede dyrearter, der lever i Koldingområdet. Det er birkemusen og løvfrøen. Kolding har iværksat flere naturprojekter for at sikre kommunens natur, bl.a. biomanipulation i Donssøerne og etablering af en faunapassage i Seest Mølleå. En restaurering af Dalby Møllebæk er gennemført og resulterede i Danmarks længste serpentinerstryg.
Kolding Kommune har udarbejdet to Natura 2000 handleplaner; én for Svanemosen (Natura 2000-område nr. 226, Habitatområde H226) og én for Lillebælt (Natura 2000-område nr. 112, Habitatområde H96).
Det samlede areal for Naturbeskyttelsesloven § 3 beskyttede naturområder i kommunen er i 2010 på 2775 ha, hvilket udgør 4,6 % af kommunens samlede areal. Naturbeskyttelsesloven § 3 beskyttede naturområder i kommunen;
|  |

| Eng | Hede | Mose | Overdrev | Strandeng | Sø    | I alt |
| --- | ---- | ---- | -------- | --------- | ----- | ----- |
| 367 | 6    | 356  | 183      | 17        | 2.188 | 3.117 |

| Eng   | Hede | Mose | Overdrev | Strandeng | Sø  | I alt |
| ----- | ---- | ---- | -------- | --------- | --- | ----- |
| 1.011 | 57   | 824  | 397      | 128       | 357 | 2.775 |

### Geologi
Området ligger på grænsen af det morænelandskab, som blev skabt under Weichsel-istiden af randmoræner. De tydelige tunneldale er dannet af forskellige randmoræner og længst væk, vest for Kolding lå Hovedstilstandslinien, der var aflejret af Nordøstisen og er den ældste i området. Umiddelbart vest for Kolding lå den Østjyske israndslinie fra det Ungbaltiske isfremstød. Endnu yngre israndslinier findes i området.
Den vestligste del har været udsat for udjævnende landskabsprocesser i meget længere tid, hvilket har skabt de ældre, flade smeltevandsfloddale og bakkeøer, som udgør en skarp kontrast til tunneldalene og det stejle morænelandskab i øst. Disse moræner har skabt lokalt varierende jordtyper, hvoraf hovedparten af undergrunden er sandblandet lerjord. Mellem de uregelmæssige randmoræner forekommer ofte et sandbundet morænelandskab. Ved morænelerets ydre områder findes store mængder af smeltevandssand, som er aflejret i nærheden af den smeltende is. Spredt over hele området, hovedsagelig langs vandløb og moseområder, findes ferskvandssand, som er afsat senere end smeltevandssandet. I morænelandskabet findes også mange tunneldale og nogle åse, dannet af smeltevandsstrømme under isen, og issøer findes ved Ødis syd for Kolding, samt i tunneldalene vest og sydøst for Kolding. Ren lerjord findes hovedsagelig sydvest og sydøst for Kolding, samt spredte forekomster af humusjord langs vandløb og moser.

### Klima
Vandstanden i Kolding Fjord og Kolding Å påvirkes nogle gange af vinden. Når det blæser fra vest over Nordsøen og samtidig blæser fra øst eller nordøst over Østersøen, presses og strømmer vandet til området fra begge sider på én gang. Derfor kan vandet ikke strømme frit gennem bælter og sund, og vandstanden stiger. Det kan give en stormflod uden en storm. Der kan være store svingninger i vandstanden pga. vinden og vejret, og den 21. februar 2002 var der en vandstand på 1,55 m over daglig vande, og dagen efter var der lavvande med en vandstand på 97 cm under daglig vande, hvilket giver en forskel på 2,52 m.
Den absolutte rekordvandstand i Kolding Havn var i 1872, hvor vandet nåede 2,75 m over daglig vande, og bundrekorden var i 1967, hvor vandstanden var 1,95 m under daglig vande.
| Vejr for Klimanormal for Syd- og Sønderjylland. Målingerne er fra periode 1961 - 1990. | Vejr for Klimanormal for Syd- og Sønderjylland. Målingerne er fra periode 1961 - 1990. | Vejr for Klimanormal for Syd- og Sønderjylland. Målingerne er fra periode 1961 - 1990. | Vejr for Klimanormal for Syd- og Sønderjylland. Målingerne er fra periode 1961 - 1990. | Vejr for Klimanormal for Syd- og Sønderjylland. Målingerne er fra periode 1961 - 1990. | Vejr for Klimanormal for Syd- og Sønderjylland. Målingerne er fra periode 1961 - 1990. | Vejr for Klimanormal for Syd- og Sønderjylland. Målingerne er fra periode 1961 - 1990. | Vejr for Klimanormal for Syd- og Sønderjylland. Målingerne er fra periode 1961 - 1990. | Vejr for Klimanormal for Syd- og Sønderjylland. Målingerne er fra periode 1961 - 1990. | Vejr for Klimanormal for Syd- og Sønderjylland. Målingerne er fra periode 1961 - 1990. | Vejr for Klimanormal for Syd- og Sønderjylland. Målingerne er fra periode 1961 - 1990. | Vejr for Klimanormal for Syd- og Sønderjylland. Målingerne er fra periode 1961 - 1990. | Vejr for Klimanormal for Syd- og Sønderjylland. Målingerne er fra periode 1961 - 1990. | Vejr for Klimanormal for Syd- og Sønderjylland. Målingerne er fra periode 1961 - 1990. |
|                                                                                        | Jan                                                                                    | Feb                                                                                    | Mar                                                                                    | Apr                                                                                    | Maj                                                                                    | Jun                                                                                    | Jul                                                                                    | Aug                                                                                    | Sep                                                                                    | Okt                                                                                    | Nov                                                                                    | Dec                                                                                    | År                                                                                     |
| -------------------------------------------------------------------------------------- | -------------------------------------------------------------------------------------- | -------------------------------------------------------------------------------------- | -------------------------------------------------------------------------------------- | -------------------------------------------------------------------------------------- | -------------------------------------------------------------------------------------- | -------------------------------------------------------------------------------------- | -------------------------------------------------------------------------------------- | -------------------------------------------------------------------------------------- | -------------------------------------------------------------------------------------- | -------------------------------------------------------------------------------------- | -------------------------------------------------------------------------------------- | -------------------------------------------------------------------------------------- | -------------------------------------------------------------------------------------- |
| Gennemsnitlig °C                                                                       | −0,1                                                                                   | 0                                                                                      | 2,3                                                                                    | 5,7                                                                                    | 10,6                                                                                   | 14                                                                                     | 15,2                                                                                   | 15,2                                                                                   | 12,4                                                                                   | 9                                                                                      | 4,6                                                                                    | 1,4                                                                                    | 7,5                                                                                    |
| Gennemsnitlig nedbør mm                                                                | 67                                                                                     | 42                                                                                     | 53                                                                                     | 45                                                                                     | 51                                                                                     | 62                                                                                     | 72                                                                                     | 78                                                                                     | 85                                                                                     | 94                                                                                     | 97                                                                                     | 79                                                                                     | 823                                                                                    |
| Kilde (15-09-2013.): Danmarks Meteorologiske Institut                                  |                                                                                        |                                                                                        |                                                                                        |                                                                                        |                                                                                        |                                                                                        |                                                                                        |                                                                                        |                                                                                        |                                                                                        |                                                                                        |                                                                                        |                                                                                        |

## Erhverv
It-virksomheden A/S ScanNet, bilforhandleren P. Christensen a/s, træimprægneringsfirmaet Collstrop, tekstilfabrikanten Georg Jensen Damask, kaffeproducenten Merrild Kaffe, tegnestuen Tegnestuen Mejeriet, mediehuset TV Syd
Blandt tidligere virksomheder er 4K-Beton, Bilofix, Diesella, Kolding Fyrværkerifabrik, Gram, N.P. Johnsens Fyrværkerifabrik (hvis container i 2004 var skyld i Fyrværkeriulykken i Seest) og Bryggeriet Slotsmøllen. Desuden har byen haft redaktionen for aviserne Kolding Folkeblad, Jydske Tidende og Venstrebladet for Det sydlige Jylland,
Byens detailhandel er især koncentreret i og omkring området mellem Jernbanegade og Klostergade/Helligkorsgade. Desuden findes Kolding Storcenter med over 100 butikker og Liva Stormarked, der har to forretninger i byen.
I Udkanten af byen ligger Hotel Koldingfjord, der er et 4-stjernet hotel med 132 værelser.

## Politik

### Forordninger, privilegier og rådmænd i middelalderen
Indholdet af byens privilegier er først omtalt i Kong Valdemar 3.’s privilegiebrev fra 1327. Der står, at alle, der ejer grunde eller boliger i byen, skal betale afgift til kongen, men til gengæld skal borgerne i Kolding være fri for told undtagen på Skanørmarkedet. Det pointeres, at byen er en særlig retskreds, der var udskilt fra det omkringliggende herred. Dette område afgrænses af bygrænsen og kaldtes byfreden. Torveretten var kongens garanti for, at byen havde monopol på handel og Kolding havde privilegium til en ugentlig torvedag og ret til at holde andre store markeder. Krænkelser af torvefreden medførte store bøder. I 1450 bestemte Kong Christian 1., at kun koldingborgere måtte købe og sælge købmandsvarer i Koldinghus Len og havde eneret på at udøve håndværk.
Rådmændene tog sig af byens styre, og indtil reformationen havde de en næsten ubegrænset ledelsesret af byens fælles forhold, og kongen støttede dette. Kongen havde brug for bystyret til at sørge for inddrivelse af skatterne. Fra 1400-tallet fik købstæderne og handelen stadig voksende betydning. Fogeden var kongens repræsentant i byen, han udøvede kongens rettigheder i byen og førte forsædet i bytinget. Fogedens stilling svækkedes efterhånden til kun at være leder af bytinget. Det overordnede tilsyn med byen overtog lensmanden på Koldinghus.
I 1500-tallet og første halvdel af 1600-tallet havde borgmestre og råd en næsten ubegrænset magt. Borgmestre og råd kaldtes i forening magistraten. Rådstueretten opstod ved siden af bytinget, formentlig i begyndelsen af 1500-tallet som en særlig retsinstans, hvor rådet var dommere sammen med byfogeden. Forskellen mellem bytinget og rådstueretten var, at bytinget dømte i kriminalsager, rådstueretten i civile sager og i sager, der gjaldt “ære, liv og gods”.
I slutningen af 1500-tallet nævnes som repræsentanter for borgerne “de 24 mænd”. De valgtes dog af rådmændene og ikke af borgerne. De figurerede som tingsvidner og var til stede ved den årlige skatteligning. Fra 1619 påbød den nye købstadlov, at seks mænd, valgt af borgerne, skulle være til stede ved ligningen sammen med foregående års kæmner. Kæmneren stod for regnskaberne og var byens fuldmægtig. Han varetog offentlige anklager i alle pengesager, bl.a. mod fremmede købmænd, der havde handlet illegalt i byen eller oplandet.
Både kongemagten og borgerne ønskede efterhånden at begrænse rådenes magt, og i 1547 fik lensmændene ordre på at tilse, at rådet ikke forurettede byfogeden, at kronens rettigheder ikke forsømmes, og at byskatten hvert år blev indbetalt nøjagtigt.
Nyvalgte borgmestre skulle godkendes af kongen eller lensmanden.
Caspar Markdanner var lensmand for Koldinghus Len fra 1585-1617 og indførte den første brandforordning.
Et borgerråd bestående af 16 mænd oprettes i 1729 af stiftamtmand Christian Carl Gabel, og borgmester Jens Riis udvalgte de 16 mænd, som som skulle sikre en ordentlig borgerlig repræsentation, når beslutninger, der angik hele byen, skulle træffes.

### Købstadkommunalloven indføres
Købstadkommunallovens indførelse i 1869 medførte en overgangsperiode, hvor borgmesteren før 1869 var identisk med magistraten, som var modstykket til Borgerrepræsentationen. Martin Anton Monrad havde siden 1859 både været borgmester og byfoged.
Valgene til byrådet foregik nu hvert tredje år. I 1870, da alle vælgere kunne stemme om 5 nye byrådsmedemmer, blev der afgivet 314 stemmer.
Det svarede til, at mindre end halvdelen af samtlige vælgere havde benyttet sig af deres stemmeret. Martin Anton Monrad forsatte som borgmester, og de næste års kommunalpolitik blev præget af bl.a. den venstreorienterede Christen Berg, der var folketingsmedlem og den erfarne H.H. Grau samt de højreorienterede, E. A. Borch og S. W. Bruun, begge valgt i 1873 og A.L. Johansen, valgt i 1879.
Byrådet udvides i 1879 fra 9 til 15 medlemmer.
Ved valget i 1909 var der 4060 stemmeberettigede, og da blev lærerinde Alba Christensen-Dalsgaard det første kvindelige byrådsmedlem i Kolding. Byrådet udvidedes i 1913 igen til 19 medlemmer, og ved byrådsvalget samme år fik Socialdemokraterne 8 mandater. Venstre måtte nøjes med 7, Højre fik 3, mens Det radikale Venstre lige sneg sig over stregen og med 201 stemmer fik et enkelt mandat.
Hans Soll blev Socialdemokraternes første borgmester i 1923 ved en afstemning i byrådet. Han vandt valget med 9 stemmer mod Holger Kelstrups 7, og 3 stemmer var blanke.
Therchild Fischer-Nielsen var borgmester 1925-30 og varetog det politiske arbejde omkring indlemmelsen af flere omkringliggende sogne i Kolding.
Efter indlemmelsen var der 10.613 stemmeberettigede.
Ved byrådsvalget i 1946 fik Socialdemokraterne 10 mandater i byrådet. Kommunisterne, der stillede op til folketingsvalget for første gang i 1945, fik kun 1 mandat. Venstre og Det Radikale Venstre fik et også kun et enkelt mandat hver og de Konservative fik 6 mandater.

### Politik og valg i nyere tid
Den konservative Peter Beirholm blev første gang borgmester ved valget i 1950, hvor Retsforbundet stillede op første gang og vinder et mandat. Han fortsatte som borgmester efter en lodtrækning på rådhuset den 21. marts 1954 og blev først afløst af folketingsmedlem Peter Ravn i 1962. Ved dette skifte fik Socialistisk Folkeparti for første gang et medlem i byrådet. Peter Ravn var borgmester indtil 1977 og i denne periode indlemmes sognene Dalby, Sdr. Bjert, Sdr. Stenderup, Vonsild, Seest, Harte-Bramdrup, Alminde og Viuf. Det skete med virkning fra 1. april 1970, og ved byrådsvalget den 3. marts 1970 skulle 8.000-10.000 nye vælgere fra de tidligere sognekommuner være med til at stemme storkommunens første 25 medlemmer ind i byrådet, og dette påvirkede resultatet. Valget gav Socialdemokratiet 14 mandater, en fremgang på tre, de Konservative fik 6, Venstre 4, og Det Radikale Venstre 1. Ud af det nye byråds 25 medlemmer var der 13 helt nye, hvoraf 8 var opstillet i en af de tidligere omegnskommuner. Efter kommunesammenlægningen faldt vælgertilslutningen dog. I 1970 havde 73,8 % af vælgerne stemt, i marts 1974 var det kun 60 %, der gik til stemmeurnerne, og det var den laveste tilslutning ved et byrådsvalg i Kolding nogensinde.
Den socialdemokratiske Bent Rasmussen fik borgmestertitlen i 1977, efter Peter Ravn frivilligt trækker sig tilbage før tid.
Byrådsvalget i 1981 betød, at Venstre fik 4 mandater, mens de Konservative uændret fik 3. Fremskridtspartiet fik 2, Socialdemokratiet fik uændret 12, det Radikale Venstre 1 mandat, og Socialistisk Folkeparti fortsatte sin fremgang fra forrige valg og fik 3 mandater med Gunhild Due samt to debutanter, lærer Villy Søvndal og pædagog Rita Kristensen. Kristeligt Folkeparti blev repræsenteret med et mandat i byrådet, nemlig med tidligere folketingsmedlem og partiformand Jens Møller.
Per Bødker Andersen overtog borgmestertitlen fra sin socialdemokratiske partifælle i 1985, og ved dette valg fik Socialdemokratiet et uændret mandattal på 12, Konservative 4 og SF 4 mandater. Jens Møller fra Kristeligt Folkeparti blev genvalgt, mens de Radikale mistede deres enlige mandat. Per Bødker Andersen sidder som borgmester indtil kommunevalget 17. november 2009, hvor Jørn Pedersen, Venstre, bliver Kolding Kommunes nye borgmester. Det skete ved en konstitueringsaftale mellem Venstre, Dansk Folkeparti, Det Konservative Folkeparti og Det Radikale Venstre. I alt talte de fire partier 20 ud af byrådets 31 mandater. De 31 mandater var fordelt således; Socialdemokraterne: 6 mandater, Det Radikale Venstre: 1 mandat, Det Konservative Folkeparti: 3 mandater, Socialistisk Folkeparti: 5 mandater, Dansk Folkeparti: 5 mandater, Venstre: 11 mandater. Aftalen gjaldt konstituering af Byrådet for Kolding Kommune i perioden 1. januar 2010 til 31. december 2013. Ved det seneste valg, kommunalvalget 21. november 2017, skulle der stemmes om 25 mandater. Venstre mærkede endnu engang fremgang og blev valgets vinder. De sikrede sig næsten hver 2. stemme i kommunen. Grundet valgforbundet Venstre var med i, fik de absolut flertal i byrådet på 13 ud af 25 mandater. Valgets mindre sejrherre blev SF, som var det eneste andet parti end Venstre, der skaffede sig et mandat mere, så de nu har 2 medlemmer af kommunalbestyrelsen. Valget betød tilbagegang for Dansk Folkeparti, Socialdemokratiet, Enhedslisten og Det Konservative Folkeparti. DF mærkede en tilbagegang på 2,8%, men de beholdt deres 3 byrådsmedlemmer. Socialdemokratiets tilbagegang betød, at de tabte et mandat. Enhedslisten beholdt deres mandat, og det Konservative Folkeparti mistede deres eneste mandat, som var besat af Knud Erik Langhoff
Mandaterne blev fordelt således; (tal i parentes angiver ændringer i antallet af mandater fra valget 2013 til 2017 for det givne parti)
- Socialdemokratiet		5 (-1)
  - Christian Haugk (2. Viceborgmester) - stoppede dog i Marts 2018, hvor pladsen i byrådet blev overtaget af Elvis Comic.
  - Hamlaoui Bahloul
  - Hanne Dam
  - Per Bødker Andersen
  - Poul Erik Jensen
- Radikale Venstre		1 (0)
  - Jesper Elkjær
- Det Konservative Folkeparti	0 (-1)
- Nye Borgerlige 0 (0)
- SF - Socialistisk Folkeparti	2 (+1)
  - Karina Lorentzen Dehnardt
  - Hans Holmer
- Handicappartiet 0 (0)
- Liberal Alliance		0 (0)
- Kristendemokraterne		0 (0)
- Dansk Folkeparti		3 (0)
  - Søren Rasmussen (1. Viceborgmester)
  - Molle Lykke Nielsen
  - Kristina Jørgensen
- Venstre			13 (+1)
  - Jørn Pedersen (Borgmester)
  - Asger Christensen
  - Eea Haldan Vestergaard
  - Simon Rømer (Afløser Birgitte Kragh)
  - Merete Due Paarup
  - Ole Alsted
  - Tanja Buchreitz Løwenstein
  - Yrsa Mastrup
  - Trille Nikolajsen
  - Tobias Kristian Jensen Jørgensen
  - Pernille Øhlenschlæger Pedersen
  - Jakob Ville
  - Michael Krogh
- Enhedslisten - De Rød-Grønne	1 (0)
  - Benny Dall
- Alternativet 0 (0)

Her ses den endelige procent, de forskellige partier, som opstillede, fik som resultat af valget (tal i parentes angiver procentændring fra valget i 2013 til valget i 2017 for det givne parti)
- Socialdemokratiet - 19,5% (-1,5%)
- Radikale Venstre - 4,5% (+0,6%)
- Det Konservative Folkeparti - 3,3% (-1,2%)
- Nye Borgerlige - 1,0% (+1,0%)
- SF - Socialistisk Folkeparti - 7,1% (+1,7%)
- Handicappartiet - 0,1% (+0,1%)
- Liberal Alliance - 2,0% (-0,1)
- Kristendemokraterne - 0,6% (-0,1%)
- Dansk Folkeparti - 11,1% (-2,8%)
- Venstre, Danmarks Liberale Parti - 46,4% (+2,9%)
- Enhedslisten - De Rød-Grønne - 3,1% (-1,5%)
- Alternativet - 1,3% (+1,3%)

Det resulterede i en konstitueringsaftale mellem Venstre, Socialdemokratiet, Dansk Folkeparti, SF, Enhedslisten og Det Radikale Venstre.
Jørn Pedersen (V) fortsætter som borgmester, Søren Rasmussen (DF) fortsætter 1. viceborgmester og Christian Haugk (A) fortsætter 2. viceborgmester. Aftalen gælder konstituering af byrådet for Kolding Kommune i perioden 1. januar 2018 til 31. december 2021.

## Demografi
| 1769  | 1787  | 1801  | 1834  | 1845  | 1860  | 1870  | 1880  | 1890  | 1901   | 1906   | 1911   | 1916   | 1921   | 1930   |
| ----- | ----- | ----- | ----- | ----- | ----- | ----- | ----- | ----- | ------ | ------ | ------ | ------ | ------ | ------ |
| 1.396 | 1.659 | 1.672 | 2.309 | 2.644 | 3.978 | 5.400 | 7.141 | 9.658 | 12.516 | 13.459 | 14.219 | 15.037 | 17.128 | 16.378 |

| 1931   | 1949   | 1976   | 1986   | 1992   | 1996   | 2000   | 2004   | 2008   | 2012   |
| ------ | ------ | ------ | ------ | ------ | ------ | ------ | ------ | ------ | ------ |
| 21.789 | 30.117 | 41.612 | 43.692 | 45.514 | 51.207 | 53.447 | 54.941 | 55.596 | 57.540 |

I 1930 blev Kolding Købstads Landdistrikt (også kaldet Kolding Landsogn og Kolding Slotssogn) og dele af sognekommunerne Harte-Bramdrup, Seest, Vonsild og Dalby tvangsindlemmet i Kolding. Efter indlemmelsen blev befolkningstallet øget med ca. 30 procent eller i alt 5.071 personer.

### Befolkningsgrupper
| Danmark | Bosnien-Hercegovina | Afghanistan | Somalia | Tyskland | Polen | Vietnam | Libanon | Tyrkiet | Jugoslavien |
| ------- | ------------------- | ----------- | ------- | -------- | ----- | ------- | ------- | ------- | ----------- |
| 80.976  | 1061                | 635         | 613     | 596      | 475   | 359     | 331     | 316     | 315         |

I 1980 var 739 borgere med udenlandsk statsborgerskab, og denne andel er steget støt til 3.274 i 2006.
Der var 76.025 medlemmer af Folkekirken i Kolding Provsti 2008.

## Infrastruktur

### Tekniske anlæg

#### Forsyningslinjer
I 1800-tallet var de 3 hovedforsyningslinjer gas, el og vand kommunalt ejede ved oprettelsen og havde hvert sit udvalg til at varetage forbrugernes krav og den daglige drift.
Det første gasværk blev bygget på havnen i 1861 og leverede kogegas og gas til belysningen. For at klare den stigende efterspørgsel kørte værket i treholdsskift fra 1899 og blev erstattet af et større d. 1. Oktober 1907.
Elektricitetsværket fra 1898 gav underskud de første år, men en nedsættelse af KW-prisen fra 60 til 40 øre gav et stigende forbrug og bevirkede et økonomisk overskud og nødvendiggjorde en udvidelse i 1904. I 1908 havde elektricitetsværket ca. 500 forbrugere. I starten af 1900-tallet udskiftedes flere og flere af byens gaslamper med elektriske, og den stigende efterspørgsel på el fra borgerne og virksomheder bevirkede, at Kolding udvidede forsyningen med endnu et værk. Harteværket blev indviet den 28. juli 1920 og leverede ca. 1,8 mio. kWh om året. Produktionen kunne dengang dække ca. halvdelen af elforbruget i Kolding by og opland.
Kolding havde haft vandværk siden 1886, hvor det blev etableret på initiativ af byens læger i 1870'erne. Sundhedskommisionen skulle ifølge sundhedsvedtægten fra 5. januar 1889 føre tilsyn med, at byens vand var rent og uskadeligt. Kolding Vandværk overgik til elektrisk drift i 1913, og vandtårnet på Gøhlmannsvej, der stod færdigt i 1916, var forudsætningen for, at nybyggeriet i det nordlige område kunne forsynes med vand..I 1921 begyndte rørlægningen af vandforsyningen til den sydlige bydel, og Søndre Vandtårn samt Søndre Vandværk på Mosevej stod færdige i 1947-48. Endnu et vandtårn blev bygget for at forsyne den nordøstligste del af Kolding. Det var vandtårnet på Sjællandsvej, og dette byggeri var færdigt i 1967.
I dag forsynes kommunens borgerne med vand fra 39 vandværker og omkring 900 private brønde og boringer, og tilsynet med disse varetages af Kolding Kommune. 15 af disse vandværker ligger i Kolding.
Energiforsyningen i Kolding Kommune foretages primært af TRE-FOR, der leverer elektricitet og fjernvarme. Herudover er en del husstande tilsluttet naturgas, der leveres af DONG Energy
8 år efter telefonen var opfundet, blev Kolding Telefonselskab oprettet. Det skete i 1884, og d. 29. maj 1885 begyndte de første telefonsamtaler mellem de ca. 100 abonnenter, men det var kun indenbys. Først 10 år senere, da Rigstelefonen kom til byen, var udenbyssamtaler en realitet. Kolding Telefonselskab indgik senere i selskabet Forenede Sydjydske Telefonselskab. I 1922 overgik det til Jydsk Telefon.

#### Afledningslinjer
Kloakvæsenet trængte i høj grad til en fornyelse omkring 1900-tallet, og de åbne afløbsrender var et stadigt stigende sundhedsproblem.
De mere velstillede i byen ville gerne have vandklosetter, men det måtte man nedlægge forbud mod, bl.a. fordi en del af kloakkerne mundede ud i to åbne grøfter, der fra Låsbygade førtes direkte ud i Slotssøen.
Afløbet skete ellers direkte i åen og/eller fjorden. Kun hotellerne fik dispensation til at have WC med septiktanke.
Byrådet vedtog i 1921 at gå i gang med et samlet kloakeringsprojekt for den bebyggede del af Kolding Kommune efter en betænkning, som stadsingeniøren havde udarbejdet i oktober 1921.
Ved arbejdets afslutning i 1923 var man nået så langt, at kun 1⁄4 af byens spildevand blev udledt i Slotssøen. Fra 1926 fortsattes kloakeringen i den sydlige bydel. Efterhånden som det nye kloaksystem blev færdigt, kunne WC'er installeres uden septiktank.
Både dag- og natrenovation var bortforpagtet til entreprenør Chr. Krogh, men i 1915 klagedes over renovationens udførelse, da der spildtes for meget ved arbejdet. I 1917 vedtog Gade- og Vejudvalget selv at overtage renovationskørslen. Kommunen købte 3 dagrenovationsvogne og 3 natrenovationsvogne, ansatte kuske og købte heste. I 1919 tilbød forpagterne på Dyrehavegård og Brændkjærgård at overtage natrenovationen.
I dag ligger der cirka 1000 km kloakledning, som opsamler regnvand samt spildevand fra husholdninger og firmaer.
Rensningen af dette spildevand varetages af vandforsyningen Blue Kolding og foregår i to af kommunens 10 renseanlæg. Spildevandet forrenses i Kolding Forrenseanlæg ved Kolding Åpark og pumpes derefter til Kolding Centralrenseanlæg i Agtrup Skov øst for Kolding, hvor mere end 20.000 m3 spildevand renses i døgnet. Det resterende slam behandles biologisk i store bassiner beplantet med tagrør. Hovedparten af det rensede spildevand ledes derefter ud i Lillebælt på 30 meters dybde.
I dag kan private aflevere deres ekstra affald på én af kommunens 5 containerpladser. Den daglige renovation er udliciteret til en privat virksomhed.
Forbrændingsegnet affald varetages af TAS I/S (Energnist) og blev stiftet 1. januar 2003 som et samarbejde mellem flere kommuner. TAS ejer og driver forbrændingsanlægget beliggende Bronzevej 6 i Kolding, hvor man også kan aflevere affald. Anlægget består af 2 højteknologiske ovnlinjer med en samlet kapacitet på 19 tons affald i timen (ca. 150.000 tons affald om året) og producerer varme svarende til omkring 19.000 husstandes forbrug og el svarende til ca. 10.000 husstandes forbrug
Affald som klinisk risikoaffald, olie- og benzinudskillelsesaffald og ikke-genanvendeligt farligt affald, der ikke er forbrændingsegnet, varetages af Modtagestation Syddanmark.

### Transportanlæg

#### Kollektiv transport
Den kollektive trafik i Kolding består af busser, rutebiler og tog. Lokalbus- og regionalbustrafikken varetages af Sydtrafik og består af 8 lokale busruter og 34 regionalruter.

#### Veje
Da Kolding ligger centralt i Jylland, Danmark og Nordeuropa og med nem passage over Lillebælt og derved videre forbindelse til Fyn, Sjælland og resten Skandinavien, har der gennem tiderne altid været trafik i området.
Mange store virksomheder har set en fordel ved denne placering og har etableret sig i området.
Frederik 2. anlagde en kongevej, Haderslev-Kolding-Jelling, som den eneste i Jylland.
Fra middelalderen til begyndelsen af 1900-tallet var Nørreport (nuværende Låsbygade) og Sønderport (nuværende Søndergade) hovedindfaldsvejene til byen. Havnevej (nuværende Toldbodgade) blev oprettet i 1843 i forbindelse med renovering af havnen. Vejen blev en hovedfærdselsåre til byen fra havnen, og vejen fortsatte over jernbanesporene direkte over i Klostergade og Helligkorsgade, der primært var beboet af virksomheder. Navnet Toldbodgade fik vejen i 1919 efter den nye toldbygning, der blev opført for enden af gaden 1917.
En stor del af centrum består af 5 gågader og den første, Østergade, blev etableret i 1968. I 1935 indvies Den Gamle Lillebæltsbro, hvilket øgede trafikken i bymidten og dermed trafikproblemerne. Problemerne skyldtes hovedsageligt, at åen og jernbanen delte byen i en sydlig og nordlig del, og at Kolding var et knudepunkt for den landsdækkende hovedvejstrafik. Trafikbelastningen blev dog afhjulpet ved ensretning af gader og opførelsen af Bredgade i 1943 og Slotssøvejen i 1970. Trafikken øgedes dog stadig gennem de næste årtier, men blev betydeligt mindre, da E20 motorvejen færdiggjordes i 1974. E20 motorvejen går lige nord om byen. Her passerer hver dag ca. 50.000 biler, og her deler motorvejsnettet sig i fire retninger: nordpå mod Aarhus, Norge og Sverige, østpå mod København og Sverige, sydpå mod Aabenraa og Tyskland og vestpå mod Esbjerg og England.

#### Jernbane
Fra 1866 var Kolding blevet en station på Statsbanernes østjyske længdebane, og jernbanen løb gennem byen syd for Sønderbro i gadeniveau. I 1874 åbnede jernbaneforbindelsen mod vest til Esbjerg, og der kom jernbanespor på havneterrænet. 29. november 1911 indviedes Kolding Sydbaner for at gavne erhvervslivet i byen. Den første private jernbane var Egtvedbanen, og den åbnede den 4. maj 1898. I 1930'erne blev jernbanetrafikken igennem byen for farlig for andre trafikanter, og banen blev løftet over gadeniveau for at undgå ulykker. Med mange afgange på en hverdag har jernbanen i dag tæt forbindelse til knudepunkterne i Taulov og Fredericia

#### Havn
Kolding Havn er beliggende i bunden af Kolding Fjord og i den østlige ende af Kolding. Havnen var blevet udbygget og renoveret fra starten af 1800-tallet efter en tilsanding i 1700-tallet. Den stod færdig i 1843 og blev en vigtig forudsætning for Koldings udvikling i den efterfølgende tid. Hoveddelen af havneanlægget er fra 1843, men havnen er dog blevet udbygget flere gange gennem tiderne. Under 2. verdenskrig beslaglagde tyskerne store arealer på Kolding havn, blandt andet var det planen at opføre et stort skibsværft og oprette en flådebase, som kunne afløse den, der lå i Kiel. Arbejdet blev påbegyndt, men ophørte ved kapitulationen i 1945. Der anløber ca. 1000 skibe om året til Kolding Havn, hvilket i 2007 gav en omsætning på 1.276.780 tons. Havnens samlede areal er 46 Ha = 460.000 m2, det samme som 46 fodboldbaner. Der er 2,5 kilometer kaj, og der beskæftiges ca. 15 mennesker.

#### Lufthavn
Aeronautisk Selskab, henvendte sig i 1918 til Kolding med planer om at anlægge en flyveplads. Det ville man ikke indlade sig på dengang, men efter 2. Verdenskrig forventedes et opsving i lufttrafik, og tanken om en lokal flyveplads blev vakt til live igen, men det blev dog aldrig til noget. I dag er Koldingegnens Lufthavn i Vamdrup den nærmeste, da den ligger mindre end ½ times kørsel væk, og den meget større Billund Lufthavn ligger 45 min. kørsel væk.

### Byggeanlæg

#### Broer
Der er i alt 12 broer, der krydser Kolding Å, hvoraf 7 er vejførende, Plovfuren, Vestre Ringgade, Divelshul, Bredgade, Kongebrogade, Buen og Østerbrogade. Der er 2 broer, der fører vej over jernbanen, det er Buen og Jens Holms vej. Der er 6 jernbanebroer, én der krydser åen, en der krydser det aflukkede stykke vej imellem Warmingsgade og Parcelvej og én der går over gågaden, én der fører jernbanen over Vestre Ringgade, én der fører jernbanen over Bredgade og én der fører jernbanen over Lyshøj Allé.
Sønderbro er en fredet bro over Kolding Å og er beliggende i Søndergade. Søndergade, der går over broen, har siden middelalderen og helt frem til 1943 været Koldings hovedfærdselsåre, og dens nuværende opbygning med granitkvadre blev indviet november 1807.
Fiberline-broen er Skandinaviens første kompositbro og en af verdens største broer lavet af plastbaseret kompositmateriale, og den første der krydser en jernbane, hvortil der stilles ekstra strenge krav. Broen er lavet til gående og cyklende.

## Uddannelse
Undervisningen i Kolding har siden 1200-tallet fundet sted efter kirkens, kongens eller Folketingets anvisninger. Lokaløkonomi, krig, fred, social balance, kulturelle og religiøse forhold og det lokale erhvervsliv
har haft en afgørende indflydelse på undervisningen og har givet skolen og børnene skiftende vilkår og muligheder gennem tiderne. Kolding har uddannelsesinstitutioner i form af bl.a. Munkensdam Gymnasium, Kolding Gymnasium, AMU Syd, Syddansk Universitet, International Business College og Hansenberg. Der er årligt ca. 4000 studerende i byen.

### Uddannelse i middelalderen
I middelalderen fandtes der ikke direkte uddannelser, men der var undervisning i forskellige vidensområder, dog hovedsageligt kristendommen. På Koldinghus blev børn af kongefamilien og adelsmænd undervist af huslærere, der som regel var gejstlige. Byens drenge blev undervist af munkene i Gråbrødreklosteret, hvor undervisningen var baseret på latin, korsang og katolske ritualer. Undervisningen foregik med henblik på, at drengene derefter kunne indgå i klosterets funktioner og hverv.
Kirkeordinansen af 1539 foregik efter Reformationens skolelove, og bestemte at der i hver købstad skulle være en latinskole, en lærd skole for drenge. Byens magistrat skulle også sørge for en skriveskole, også kaldet den danske skole. Den danske skole var for de drenge og piger, der ikke kom på latinskolen.
Lige overfor Sankt Nicolai Kirkes indgang blev der bygget et skolehus i 1566, hvor Latinskolen fik plads. Målet var at forberede drenge til en uddannelse på Københavns Universitet, som præster i kongens nye luthersk-evangeliske statskirke. De skulle kunne læse, skrive og tale latin, da afgangseksamen foregik på Københavns Universitet, og her foregik al undervisning på latin. De overordnede fag på Latinskolen var grammatik, retorik og dialetik, mens de mere specialiserede fag var regning, geometri, musik og astronomi. Undervisningsmidlerne bestod i Luthers lille Katekismus, bibelen samt andre latinske forfattere og mere håndgribelige ting som ferle og ris.
Studentereksamen blev for første gang blev afholdt i Kolding med professorer fra Københavns Universitet som censorer indtil 1856 og igen fra 1886 og fremover. Latinskolen blev ombygget i 1732. En endelig ombygning skete i 1845, hvoraf hoveddelen stadig består. Latinskolen lukkede 1856, men genopstod i 1880 som det første kommunale gymnasium i Danmark.

### Uddannelse i nyere tid
Oprettelsen af Rytterskolerne under Frederik 4. betød, at der opstod 25 skoler i Koldinghus Rytterdistrikt. 6 af disse skoler fungerede i rigtig mange år; Seest, Skanderup, Andst, Harte, Eltang, Nr. Bjert og
Alminde. For hver skole var der en skolemester, og han skulle undervise egnens 7 – 14 årige i Luthers katekismus, læsning, skrivning og regning i mådeligt omfang. Læreren boede gratis og blev betalt af staten og bønderne.
Efter 1750 ændrede skoleundervisningen i retning af et mere handels- og arbejdsmæssigt aspekt. Oplysningstidens nye idealer og ideer vandt indpas i stedet for udenadslæren af Luthers lille Katekismus. I et gavebrev af 14. maj 1772 skænkede Christian Colliin 9000 rigsdaler til Kolding i et legat. Legatet blev brugt til oprettelse af to nye skoler i Kolding, en håndgerningsskole for piger og en læse- og skriveskole for drenge.
I 1795 foreslog Jacob Baden at udflytte Københavns Universitet til Kolding. Det blev dog ikke til noget. Efter 1. verdenskrig var Kolding på tale som hjemsted for det jyske universitet, men valget faldt på Aarhus. I 1998 fik Kolding sit eget universitet, da Handelshøjskole Syd blev en del af det nye Syddansk Universitet under navnet Campus Kolding.
Den landsdækkende undervisningspligt for 7-14 årige blev indført i 1814, og Koldings første Skolekommission, der var oprettet i 1813, forvaltede undervisningsplanen for 288 børn. Kolding Borgerskole var en udløber af Skolekommissionens arbejde og var en realitet i 1815. Her undervistes nu for første gang i flere klasser. I foråret 1829 udarbejdede Skolekommissionen en ny skoleplan, der blev godkendt af Danske Kancelli den 3. oktober 1829. Borgerskolen havde på det tidspunkt 269 børn indskrevet. Omtrent 100 andre børn blev undervist på Latinskolen eller privat. Det var især
de »dannede« familiers børn.
Indtil Kommunalloven trådte i kraft den 1. januar 1869, havde formanden for skolekommissionen haft ansvaret for indholdet og økonomien ved Borger- og Friskolen. Nu
blev styringen af skolevæsenet delt mellem skolekommissionen og byrådet. Alle lærere blev nu ansat ved byens skolevæsen med en forpligtelse til at undervise i begge skoler, og skolerne ændrede navn til Kolding borgerlige Betalingsskole og Kolding borgerlige Friskole. Der var nu 404 elever i alt, 167 i betalingsskolens syv klasser og 237 fordelt over friskolens otte klasser.
Den nye skolelov, som blev sat i gang i 1904, arbejdede hen mod bedre sammenhæng af skolernes økonomi, undervisning og eksamener. Disse intentioner fortsatte i resten af århundredet med yderligere 3 folkeskolelove i 1937, 1958 og 1975.
Det kommunale skolevæsen fra 1904 består af 3 folkeskoler med 1590 skolepligtige elever . Derudover er der 12 privatskoler med 455 elever, hvoraf 375 er skolepligtige. Selve undervisningsstrukturen var: Forskolen med 1. - 2. klasse, Pigeskolen med 3. - 7. klasse, Drengeskolen med 3. - 7. klasse og Kolding Latin- og Realskole med Forberedelsesskole, mellemskole, realafdeling og gymnasieafdeling. Fra 1. april 1905 var undervisningen gratis i såvel heldags- som halvdagsklasserne.
Gratis bøger og hjælpemidler indførtes i 1909, og elevtallet var 1830 og lå stabilt de næste mange år. I 1911 var al undervisning på fuld tid. Der indførtes klasser fælles for piger og drenge på alle skoler i 1945, og skolernes navne ændredes med respekt herfor. De sidste mellemskoleklasser dimitterede fra Kolding Gymnasium i 1962, sidste realklasser i 1976, og Kolding Gymnasium overgik til Vejle Amt 1. april 1973 under navnet Kolding Amtsgymnasium.
Folkeskoleloven af 1989 medførte, at Folkeskoleloven fra 1975 og Skolestyrelsesloven blev slået sammen til én lov, hvilket indebar, at skolekommission, fælleslæreråd, skolenævn og lærerråd blev afskaffet og erstattet af brugernævn, skolebestyrelser og pædagogiske råd på den enkelte skole.

#### Hansenberg
Kolding Tekniske Skole har sit udspring i aftenundervisningen af håndværkerlærlinge i dansk, regning og retskrivning. Den startede i 1854 og udvidedes med tegning i 1859. Skolen fik egne lokaler i 1890, beliggende på daværende Plantangade, og senere kom flere uddannelser til, bl.a. Bygmesterskolen 1904, undervisning i elektroteknik 1905, maskinistkursus 1910, frisørafdelingen 1919, laboranterne 1963 og EFG 1976. I 2001 kom en erhvervskostskole til og i 2002 en ny udvidelse. Samtidig tog skolen navneforandring og blev til CEU Kolding, Center for Erhverv og Uddannelse og siden 2007 har skolen heddet Hansenberg og havde 1925 elever i 2005. Hansenberg tilbyder en lang række erhvervsuddannelser som f.eks. elektriker, frisør, dyrepasser, smed, gartner og forskellige mekaniker- og teknikeruddannelser. Hansenberg har også et teknisk gymnasium, der tilbyder HTX-uddannelser.

#### Designskolen Kolding
Designskolen Kolding blev indviet i 1967 i Vesterbrogade og tilbyder uddannelser indenfor reklamer og tekstiler. Året efter, i 1968, flyttede skolen til lokaler i Volkerts Fabrikker på Agtrupvej/Dalbygade. Samtidig oprettedes keramiklinien. Skolen havde på det tidspunkt omtrent 100 elever, og i de efterfølgende årtier blev skolen udvidet med flere linjer. I 1993 flyttes Grafisk Design og Illustration, Institut for Visuel Kommunikation, Keramik samt dele af Institut for Unika til Saxovej. I 1998 flyttede skolen ind i det nye hus i Ågade 10. Dermed samledes alle skolens afdelinger under ét tag. Samtidig skiftede skolen navn til Designskolen Kolding. Skolen har studerende fordelt på seks designfaglige studieretninger: Mode, Tekstil, Industrielt design, Kommunikationsdesign, Accessories og Design for Play (fra studieåret 2017/2018). Uddannelsen består af en treårig grunduddannelse (Bachelor) og en toårig overbygning (Kandidat).

#### International Business College
International Business College,(IBC) er Danmarks fjerdestørste handelsskole, beliggende på hjørnet af Tvedvej, Østerbrogade og Skamlingvejen i Kolding. IBC Kolding er den gamle Kolding Købmandsskole, men en fusion mellem Kolding Købmandsskole, Fredericia-Middelfart Handelsskole og blev i 2002 til IBC. Den firlængede bygning breder sig over mere end 20.000 kvadratmeter og rummer dagligt cirka 180 fastansatte medarbejdere og omkring 2.000 årselever. 2004 blev også Aabenraa Business College en del af IBC, som dermed dækker hele Syddanmark med merkantile uddannelser på mange niveauer.

## Kultur

### Historisk kultur
Rendebanen er en gammel gade fra middelalderen, og her blev der afholdt ridderturneringer. Det var en kampturnering til hest og med lanse og rustning. Christian 3. arrangerede flere af disse dystløb, og til hans datters trolovelsesfest på Koldinghus i 1548 var der sendt breve i forvejen til udvalgte adelige. I brevene bedes de om at medbringe harnisk, hjelm, heste osv. til dystløbet på Rendebanen.
Byens hastigt stigende indbyggertal i 1880'erne bevirkede et opsving i kulturen. Forskellige klubber og foreninger opstod. Flere forlystelsesetablissementer opstod, og i 1873 blev Marielund-pavillonen i Marielundsskoven indviet, først som udflugtsmål og senere både med koncerter og dans. Den er blevet udbygget flere gange gennem årene og kunne fra 1919 rumme 800 siddende gæster. Pavillonen blev revet ned i 1968. Forlystelsesetablissementet Alhambra blev opført i 1882 i Stejlbjerganlægget og var stedet, hvor man mødtes til møder, dans, fest, sportsarrangementer eller bare søndagsudflugt med kaffe og kage. Det blev solgt på tvangsauktion i 1955 og revet ned.
Foreningen af Haandværkere og Industridrivende i Kolding ombyggede i 1888 deres lokaler i Jernbanegade og en teatersal opstod. Efter en brand i 1943 startede en større ombygning, og i 1950 indviedes den nye bygning. Allerede året efter starter revy og varietéshowet Sans Souci, der blev populært i Jylland og på Fyn. Det blev opført i 40 sæsoner, og en række kendte personer gæstede showet, bl.a. Grethe Sønck, Dario Campeotto og Birthe Kjær.
På adressen Haderslevvej 105 havde købmand C. Knudsen oprettet en zoologisk have i 1934. Haven dækkede et areal på 24.000 kvadratalen og havde et løvepar, som var havens hovedattraktion. Den eksisterede dog kun i 5 år, og under en politiinspektion i 1938 noteredes 19 større og ca. 300 mindre dyr.
På samme tidspunkt, i slutningen af 1930'erne, blev Dyrehavegårds eng lavet om til en bypark, der kunne benyttes af borgerne til en gåtur i det grønne område. Byparken blev igangsat som et arbejdsløshedsprojekt. Kolding Kommune anlagde Legeparken på en del af det areal, som før var kendt som Kolding Bypark. Legeparken blev indviet i 1998 og har siden været et populært lege- og opholdssted for byens borgere, turister og andre besøgende. Etableringen af parken er gennemført som et aktiveringsprojekt for ledige, og driften af parken indgår i dag som et led i kommunens aktiveringsindsats.
Mælkepoppen kom til byen i 1963 og blev hurtigt de unges samlingssted. Her kunne man opleve diverse arrangementer som koncerter, pladepræsentationer, filmaften eller bare mødes og snakke, samtidig med at man indtog diverse ikke-alkoholiske mælkeprodukter, der blev solgt i baren.

### Nutidig kultur
Byens eneste professionelt producerende teater er Mungo Park Kolding, beliggende i det tidligere hovedbibliotek i midtbyen. Dette blev i 2009 ombygget til teater for et millionbeløb finansieret af Flemming Skouboe. Kolding Teater er det største teater med plads til ca. 700 siddende tilskuere og 1500 stående. Amatørscenen Dronning Dorothea teatret er meget mindre.
I 2000 blev der oprettet en Amfiscene med plads til 4000 tilskuere på Christian IVs Vej 55. Godset er regionalt spillested med plads til ca. 700 mennesker. Der afholdes mange koncerter året rundt. Godset indeholder desuden 12 øverum til bands.
Seneste tiltag på kulturen er ombygningen af den nedlagte Sct. Nicolai skole til Nicolai kulturkomplekset. Efter skolelukningen i 1983, var de gamle bygninger i en periode ungdomsskole, musikskole og dagcenter. I 2004 blev der indgået en aftale med Kolding Kommune om renovering af de gamle skolebygninger og etablering af et kulturkompleks, der rummer Nicolai Café og Biograf, Kolding Stadsarkiv, Nicolai for Børn, Nicolai Kunst og Design samt House og Design.
Byen har en lystbådehavn, der er delt i Nordhavnen og Sydhavnen, med en samlet kapacitet på ca. 1000 både. De faste brugere af havnene er Kolding Sejlklub, Kolding Bådelaug, Kolding Motorbådsklub og Kolding og Omegns Strandjagtforening. Dertil kommer selvfølgelig mange private brugere.
I centrum findes flere gågader med mange caféer, butikker og spisesteder. I den nordlige bydel ligger Kolding Storcenter, der rummer en række butikker, spisesteder og Biocenter Kolding, der er den eneste biograf i Kolding. Storcenteret afholder også forskellige arrangementer.
Byen har gennem årene været vært for Grøn Rock mange gange, senest i 2013.

### Seværdigheder
- Koldinghus er et restaureret slot, der i dag fungerer som museum og har jævnligt udstillinger.
- Geografisk Have er en 12 hektar stor, botanisk have, hvor det geografiske relaterer sig til, at træer, buske og urter er plantet sammen efter oprindelsesland.
- Kolding Miniby en model af Kolding by som den så ud omkring 1865 i skala 1:10 placeret inde i Geografisk Have.
- Trapholt er et museum beliggende i et naturskønt område ved Kolding Fjord.
- Mungo Park Kolding er et teater i midtbyen.
- Dansk Sygeplejehistorisk Museum beliggende ved Hotel Koldingfjord.
- Sct. Nicolai Kirke en kirke i centrum, bygget i 1200-tallet.
- Kolding Stadsarkiv er byens og kommunens arkiv, der har til huse i NICOLAI.

Tæt på ligger Genforenings- og Grænsemuseet, der ligger i Christiansfeld, og på Skamlingsbanken findes en mindesøjle, og der er udsigt over området og Lillebælt.

### Sport
Med 30 idrætshaller, 75 fodboldbaner, Kolding-Hallen, Kolding Ketcher Center, Slotssøbadet og en lang række sportsforeninger samt klubber, er sportsmulighederne mange i Kolding.

#### Historisk sport
Kolding Atlet Klub blev etableret i 1896 og talte 28 medlemmer. De havde træningslokaler på Staldgården, men klubben blev dog nedlagt 3 år senere, og derefter blev både lokalerne og træningsredskaber overtaget af Kolding Fodsports Klub, der var blevet oprettet 15. oktober 1895.
Kolding Fodsports Klub ændrede navn til KIF i 1900 og indledte et samarbejde med Kolding Cykleklub. Det udmøntede sig i en stor sportsfest på Staldgården, men her var forholdene ikke så gode, så Kolding Cyklelub og Cykleklubben Old Boys,der var oprettet i 1896, slog sig sammen og købte et grundstykke i ved Kolding Vandværk i Kolding Ådal.

Her opstod Kolding Cykle- Is og Sportsbane, men den havde økonomiske problemer fra starten, da banen havde kostet 34.000 kr. at bygge, og aktieselskabet bag havde kun solgt aktier for 17.000 kr. Private overtog derfor den nybyggede pavillon Olympia. Efter flere sæsoner med røde tal købte Kolding Byråd Kolding Cyklebane i november 1900.
Kolding Cykleklub solgte også sine rekvisitter til KIF, og i april 1902 stoppede klubben som væddeløbs- og sportsklub.
I 1913 overtog KIF Olympia og banen, men dårlige baneforhold gjorde, at byrådet i 1927 besluttede at finansiere et nyt stadion ved Olympia, og dette medførte, at Kolding Stadion blev indviet i 1931. 1972 blev det gamle Olympia revet ned på Kolding Stadion og en ny stadiontribune blev opført. Håndboldsporten blev optaget i KIF i 1941, men klubben manglede egnede baneforhold i starten.
Et gennembrud for KIFs sportslige udvikling skete i starten af 1950erne, da KIF-hallen vha. frivillig arbejdskraft blev bygget og indviet i 1956 ved daværende finansminister Viggo Kampmann.

#### Nutidig sport
Håndboldklubben, Kolding IF Håndbold har en række danmarksmesterskaber bag sig og er i dag en stor sportsorganisation med mange medlemmer. Herrerne fra KIF Håndbold er den mest vindende klub i dansk håndbolds historie.
De toneangivende fodboldhold er Kolding Boldklub og Kolding Fodbold Club, hvor den sidstnævnte fusionerede med Vejle Boldklub, men samarbejdet holdt ikke.
En af landets ældste cykelklubber er Kolding Bicycle Club, som blev stiftet i 1933.

## Arkitektur
Det ældste kort over Kolding er fra slutningen af 1500-tallet og viser nogle hovedtræk i byen, som stadig kan ses i bykernen. De mest øjensynlige træk er Sct. Nicolai Kirke, Staldgården, Kolding Å og selvfølgelig Koldinghus, der stadig præger udsigten over Kolding. Dengang lå hele byen nord for åen. I 1860'erne bosatte den kongelige bygningsinspektør for Jylland og Fyn, L.A. Winstrup, sig i Kolding. Han var nok den første arkitekt, men ikke den mest betydende i Koldings historie. Det var Ernst Petersen, der kom til at præge Koldings arkitektur med over 300 byggeopgaver, der hovedsageligt er lavet i nyklassicistisk stil.
Det gamle borgerhus fra 1589, der er Koldings ældste hus, og Borchs hus er karakteristiske eksempler på gavlhuse fra renæssancen. Der er kun bevaret en håndfuld huse fra den tid. De næste mange år, ændredes byens gader sig ikke meget, og der der blev kun bygget et lille antal huse. Stilstanden skyldes hovedsageligt krige, pest og konsumptionen, men fra 1850 blev der bygget mere. Toldgrænsen var flyttet sydpå og konsumptionen ophævet, hvilket betød en stigende handel og de første industrier dukkede op. Indbyggertallet steg hurtigt, og der blev bygget flere nye kvarterer øst og vest for byens kerne. Kvartererne omkring Konsul Graus gade og Vesterbrogade er fra den sidste halvdel af 1800-tallet.
Handelen i Kolding havde skiftet karakter, fra købmandsgård til mere detailhandel, hvilket betød, at flere butikker dukkede op på byens handelsstrøg. Fra 1880 til 1911 fordobledes byens indbyggertal fra 7.141 til 14.219, og befolkningstilvæksten gjorde behovet for boliger stort. Det bevirkede, at den centrale bydel i store træk blev ombygget, hvor bindingsværkshuse blev erstattet af grundmurede huse i flere etager, og byen udvidedes med flere nye kvarterer syd for åen.
Fra 1850 havde Kolding en bygningskommission, hvis arbejde bestod i at holde tilsyn med byens bygninger, men det var ikke særlig effektivt, så i 1903 blev stadsingeniøren også ansat som bygningsinspektør, og samme år indførtes den første byggevedtægt. Byggevedtægten specificerede de krav, der var beskrevet i Byggeloven fra 1858, hvor der stilles krav til spildevandsafledning, vejbredde, byggegrad og kvalitet.
Antallet af indbyggere syd for åen blev ved med at stige, og omkring 1930 var der ca. lige så mange indbyggere syd for åen som nord for den. Under 1. Verdenskrig opstod der bolignød, hvilket bevirkede, at de første kommunale udlejningsejendomme blev bygget, bl.a. boligområdet 'Udsigten', der byggedes af arkitekt Ernst Petersen, der blev Koldings mest betydelige arkitekt. Hans arbejde omfatter over 300 bygninger, både private og offentlige.
Ernst Petersens nyklassicistiske stil var så udpræget, at funktionalismen næsten ikke er at finde i Kolding, men et eksempel er dog Nørreport.
Akseltorv 5, (det tidligere Hotel Kolding) er opført i 1886 i venetiansk renæssance og er tegnet af Christian Fussing. Flere renoveringer og udvidelser slørede det originale udtryk, men en renovering og ombygning i 1999, der blev foretaget af Skanska Danmark, genetablerede det originale facadeudtryk.
Kristkirken er opført i årene 1923-24 og er tegnet af Axel Georg Jørgensen og Christian Svane. Den pompøse kirke samt anlægget er nyklassicistisk og kraftigt inspireret af Vor Frue Kirke i København.
Industrialiseringen i Danmark trak flere og flere virksomheder til byen, og under højkonjunkturen i 1960'erne blev der etableret særlige industriarealer. Selvsamme højkonjunktur medførte store nedrivninger i byens midte for at give plads til handel, erhverv og service. Planen var, at boliger skulle væk fra bymidten, men en etagemeterundersøgelse konkluderede, at der var store arealreserver i boliger, der kunne omdannes til erhverv. Det blev dog ikke udført, og i 1973 besluttedes det at bibeholde boligerne i midtbyen, og i 1977 vedtog byrådet 'Byplanvedtægt nr. 00', hvor målsætningen var at fastholde det eksisterende bybillede og bevare boligerne i midtbyen. Der var også krav om helhed og harmoni i bygningens ydre udseende i forhold til øvrig bebyggelse, hvilket er uddybet i 'Bymidteplan 2000', hvor det også er sikret, at byens skyline respekter Koldinghus.
Kolding Kommune indgik i 1977 en samarbejdsaftale med et saneringsselskab og det bevirkede, at 600 boliger i bymidten er gjort tidssvarende. 22. marts 2004 vedtog byrådet en arkitekturpolitik, der handler om at fastlægge overordnede retningslinjer og principper for byarkitekturen, herunder byens skyline, byrum, bymiljøer og det grønne islæt. F.eks. skal nye byggerier kendetegnes ved god arkitektur og visuelle kvaliteter, som bidrager til byens forskønnelse. Kolding Kommune har også en boligpolitik, der skal være med til at sikre et alsidigt udvalg af attraktive boliger og boligområder. Det gælder for alle borgere, og det skal være på et bæredygtigt grundlag, hvor der fokuseres på lavenergibebyggelse og energirenovering.
Siden 2007 har Kolding Kommune hvert år uddelt en arkitekturpris.
Kolding har udlagt et område mellem Skamlingsvejen og Kolding Å til virksomhedsområdet Design City Kolding, hvor bygningerne skal indeholde bæredygtige elementer og blande natur, Kolding Å, Kolding Fjord og bygninger sammen til en grøn helhed. Desuden skal alle bygninger være af høj arkitektonisk og bygningsmæssig kvalitet.
Den 30. september 2013 vedtog byrådet en arkitekturstrategi, der skal følge op og styrke kvaliteten indenfor bydesign, bygningsarkitektur og planlægning. Det gælder både i byen og i landskabet.

## Byvåben, segl og logo
Kolding Kommunes våbenskjold, logo, bi-logo og bysegl, har rødder i et bysegl fra 1200-tallet, der forestiller en ørn, der sidder på en klippe omgivet af vand, samt en blomst.

### Segl
Den ældste kendte gengivelse af Koldings segl er på et brev fra 1200-tallet, hvorimod den ældste brug af selve seglet med omskriften S´CIWITATIS IN KAALDYNG, dvs. segl for byen Kolding, ses anvendt første gang på et brev fra 4. august 1421. Dette segl blev godkendt af Indenrigsministeriet pr. 11. juni 1988, godkendt og registreret 12. oktober 1988 af Patent- og Varemærkestyrelsen. Det er også godkendt af rigsarkivaren og betragtes som et af Danmarks ældste og kan bruges af kommunen ved særlige lejligheder. Seglet har i en årrække fungeret som byens bomærke, men bruges nu alene til repræsentative formål. Seglet fremstår normalt i hvid tegning på rød bund.

### Kommunevåben og logo
Kolding Kommunes byvåben bygger på de heraldiske elementer, der findes i byseglet fra 1421. I byvåbnet indgår en ørn, en lilje, en sten og bølger. Våbnet fremstår normalt i hvid tegning på rød bund. Våbnet findes også i en rund version, der f.eks. kan bruges til brønddæksler. Bi-logoet forestiller kun vingen fra ørnen og kan f.eks. bruges til dekorative formål.
I 2005 indførte kommunen et nyt grafisk design. Det nye kommunevåben afløser den gengivelse af et segl fra 1421, som i en årrække har fungeret som kommunens bomærke. Kombinationen af kommunevåben og navnetræk i fast, indbyrdes placering danner kommunens logo.
Da Kolding blev udnævnt til Årets By i 1981, blev der udarbejdet et bi-logo, der indeholder en stiliseret gengivelse af Dannebrog, Koldinghus og vand. Dette bi-logo bruges dog ikke mere.

## Kendte danskere med tilknytning til Kolding
- Kasper Asgreen, født og har bopæl byen. Årets Idrætsnavn i Kolding (2016, 2018),[81] og Årets Koldingborger i 2019.[82]
- Anders W. Berthelsen er opvokset i Kolding og er en dansk skuespiller.
- Bjarne Corydon, finansminister (oktober 2011 - juni 2015) er født og opvokset i Kolding og blev student fra Kolding Gymnasium.
- Carl Ploug er født i Kolding og var en dansk digter, redaktør og politiker.
- Dennis Holbæk var en dansk bokser.
- Elsebeth Gerner Nielsen er en dansk politiker, valgt i Kolding.
- Erik Paaske var en dansk skuespiller.
- Holger Drachmann var en dansk digter.
- Jan Mølby var en professionel fodboldspiller, som startede i KIF.
- Jesper Buch født i Vamdrup, iværksætter og blandt andet grundlægger af Just-Eat.
- Jonas Collin var jurist og protektor for nogle af Danmarks mest kendte guldalder-digtere
- Konrad Jørgensen var en dansk bogtrykker, redaktør, højskolemand og politiker
- Kurt Ravn er født i Seest og er skuespiller.
- Ove Hygum er født i Kolding og er en dansk politiker og tidligere minister.
- Parmo Ferslew er født i Kolding. Han var fodboldspiller i KB og vandt OL-guld 1906.
- Per Husted er født i Kolding og er en dansk politiker.
- Rasmus Bjerg, dansk skuespiller, er født i Vester Nebel, nær Kolding.
- Stig Rossen er vokset op i Kolding.[83]
- Trine Gadeberg, dansk skuespiller, er født i Kolding
- Uffe Rørbæk, dansk skuespiller og 1/3 af De Nattergale, er født i Sdr. Bjert nær Kolding
- Villy Søvndal er en dansk politiker, tidligere udenrigsminister, MF'er og formand for SF, og sidder i dag i regionsrådet for SF.
- Lasse Boesen tidligere håndboldspiller
- Louise Svalastog Spellerberg - håndboldspiller
- Steen Langeberg - tv-vært, født i Kolding

## Andre personer i Koldings historie
- Caspar Markdanner var lensmand på Koldinghus i 32 år.
- Helen Clay Petersen bestyrelsesmedlem for Dansk Kvindesamfund i 11 år, arbejdede mange år for kvindernes rettigheder.
- Søren Petersen er født i Kolding og var en dansk sværvægtsbokser.
- Christen Berg var en dansk politiker og stiftede Kolding Folkeblad.
- Enevold Sørensen var politiker, minister og bladredaktør i 29 år på Kolding Folkeblad.
- Ernst Petersen var arkitekt på mange offentlige bygninger.
- Jens Holm var kreatureksportør og godgører.

## Venskabsbyer
Kolding er venskabsby med 11 byer i Europa og én i Asien.

De er følgende byer:
| - Anjo, Japan (siden 1997) - Delmenhorst, Tyskland (siden 1979) - Drammen, Norge (siden 1946) - Huéscar, Spanien (siden 1982) - Lappeenranta, Finland (siden 1947) | - Panevėžys, Litauen (siden 2000) - Pisa, Italien (siden 2007) - Stykkishólmur, Island (siden 1979) - Szombathely, Ungarn (siden 1991) - Örebro, Sverige (siden 1946) | - Kujalleq, Grønland |